# جائزة بوب للإعلام
جائزة بوب للإعلام (تسمى جائزة الصحافة بوب حتى عام 2007) جائزة تهدف إلى تشجيع الصحافة الشعبية الهولندية. منذ عام 2004 تُمنح جائزة بوب وسائل الإعلام على أساس سنوي خلال مؤتمر الموسيقى الأوروبية وعرض مهرجان يوروسونيك نوردرسلاغ في خرونينغن. تُمنح جائزة بوب الإعلامية لجميع أعمال صحفي بوب، مع الأخذ في الاعتبار بشكل رئيسي إنجازات العام الماضي. وتشمل الجائزة هدية من 2500 يورو. جائزة بوب الإعلامية مقدمة من مركز الموسيقى في هولندا.

## فائزون
- 2014 - أتز دي فيريز.[3]
- 2013 - ماري جو وايلد / مارك فان بيرجن.[4]
- 2012 - سول فان ستابيلي.
- 2011 - تسجيلات DWDD.
- 2010 - إريك كورتون.
- 2009 - ساندر دونكرز.
- 2008 - جان فان دير بلاس.
- 2007 - ليو بلوكويس.
- 2006 - جون شورل.
- 2005 - ليون فيردونشوت.
- 2004 - ليكس فان روسين.
- 2003 - هيستر كارفالهو.
- 2002 - 3for12.
- 2001 - غرفة جيجسبرت.
- 2000 - انطون كوربيجن.
- 1999 - هيرمان فان دير هورست.
- 1998 - توم إنجلشوفن.
- 1997 - مارتن بريل.
- 1996 - ديفيد كلايجويجت.
- 1995 - جيب غولستيجن.

- 1994- بيرت فان دي كامب.

## روابط خارجية
- Website Music Centre The Netherlands
- Website Eurosonic Noorderslag